# Graineliers
Graineliers (グランネリエ?, Gurainerie) è un manga scritto e disegnato da Rihito Takarai, pubblicato su Monthly GFantasy della Gangan Comics a partire dal settembre 2013. 

## Trama
La storia gira attorno ai graineliers, persone in grado di produrre semi che conferiscono particolari poteri. Proprio Lucas, a causa di un seme che è stato costretto a ingerire a causa del padre, otterrà dei superpoteri dopo essere stato in coma diversi anni. 

## Personaggi
- Lucas Anglade (リュカ・アングラード): Il protagonista della storia, dotato di poteri provenienti da un seme illegale che il padre l'ha costretto ad ingerire. Per questo è ricercato.
- Abel Guivarch (アベル・ギヴァルシュ): amico di Lucas, desidera diventare un grainelier. Salva l'amico dopo che è caduto in coma a causa dell'ingestione del seme.
- Chloe: una giovane ragazzina bionda che vive di piccoli furtarelli. Sarà aiutata da Lucas e Abel.
- Jill Nicola (ジル・ニコラ)

## Volumi
| Nº | Titolo italiano | Data di prima pubblicazione             | Data di prima pubblicazione |
| Nº | Titolo italiano | Giapponese                              |                             |
| 1  | Graineliers 1   | 27 novembre 2014 ISBN 978-4-75-754458-1 |                             |
| 2  | Graineliers 2   | 27 aprile 2016 ISBN 978-4-75-754969-2   |                             |
| 3  | Graineliers 3   | 27 novembre 2018 ISBN 978-4-75-755928-8 |                             |